# Partia Fashiste e Shqipërisë
 Der er for få eller ingen kildehenvisninger i denne artikel, hvilket er et problem. Du kan hjælpe ved at angive troværdige kilder til de påstande, som fremføres i artiklen.

Partia Fashiste e Shqipërisë (dansk: Det albanske fascistparti) var et fascistisk parti i Albanien. Partiet havde sin storhedstid fra 1939, hvor Italien besatte landet, indtil 1943, hvor Italien kapitulerede. Derefter faldt Albanien under tysk okkupation, og PFSh blev udskiftet med Det albanske Nazist-parti. 
PFSh var en lydbevægelse styret af den italienske paramilitær Fasci di Combattimenti, med Benito Mussolini som leder. Under PFSh's regeringstid realiserede de tanken om et Storalbanien ved at udvide grænserne med Kosovo og Epirus. Partiet udøvede også antisemitisme ved at forbyde albanske jøder at blive medlemmer af partiet.

## Historie
Partiet blev grundlagt af Tefik Mborja, en albansk kollaboratør og ven af den tidligere italienske udenrigsminister, Grev Ciano. 
I begyndelsen af 1943 reorganiserede Maliq Bej Bushati, en antimonarkistisk nationalist, partiet og omdøbte det til "Storalbaniens Vogtere". Først arbejdede Bushati for en større distance fra Italien, men da Italien kapitulerede, og Albanien blev overtaget af Nazityskland, ændrede den politiske situation i landet.
Efter Tyskland havde overtaget magten over Albanien, reorganiserede SD-lederen Ernst Kaltenbrunner Storalbaniens Vogtere, og omdøbte det til "Det albanske Nazist-Parti", som havde formel kontrol over Albanien. Tysklands kontrol var løsere i Albanien, end i andre af deres besatte områder, og Albanien udvidede ikke forfølgelsen af jøder med deportation og drab.
Efter Nazi-Tysklands fald, udbrød der borgerkrig i Albanien, hvor nogle medlemmer af nazistpartiet kæmpede mod det kommunistiske styre, både i Albanien og i Kosovo. Nazistpartiet opløste sig selv i starten af 1950'erne.

## Eksterne Henvisninger
- Jøderne i Albanien under 2. verdenskrig Arkiveret 27. september 2007 hos  Wayback Machine
- "Rescue in Albania" af Haroey Samer
- Verdens stater og Regenter: Albanien